# Groupe de Yenan
Le groupe de Yenan est une ancienne faction communiste pro-chinoise du Parti du travail de Corée. Il tient son surnom de la ville de Yenan, site important dans l'histoire du maoïsme.
Le groupe de Yenan a été impliqué dans une lutte de pouvoir appelée l'incident de la faction d'août avec la faction pro-soviétique au sein du gouvernement nord-Coréen, mais Kim Il Sung a finalement été capable de les vaincre toutes les deux en 1956. La faction de Yenan a été entièrement purgée en 1958.

## Membres importants
- Kim Tu-bong
- Choi Changik
- Mu Chŏng
- He Jongsuk
- Pak Ilu
- Han Pin
- Yun Konghem
- Kim Changman
- Kim Wenpong